# Pedro Carrión
Pedro Carrión Sago (ur. 5 czerwca 1970) − kubański pięściarz, dwukrotny mistrz kraju, a także brązowy (2001) oraz srebrny (2003) medalista mistrzostw świata w wadze superciężkiej. Od 2006 roku zawodowy bokser wagi ciężkiej.

## Sportowa kariera

### Boks amatorski
We wrześniu 1994 roku został w Stambule mistrzem świata juniorów w wadze superciężkiej (+91 kg). Rok później osiągnął pierwszy poważny sukces seniorski, gdy został wicemistrzem Kuby. Na krajowym ringu pozostawał jednak w tym okresie w cieniu Alexisa Rubalcaby. 
W 2001 roku został po raz pierwszy mistrzem kraju, dzięki czemu reprezentował Kubę na mistrzostwach świata w Belfaście. W ćwierćfinale pokonał Jasona Estradę, lecz w półfinale przegrał na punkty z Ukraińcem Ołeksijem Mazikinem (20:26).
W styczniu 2003 roku wywalczył swoje drugie mistrzostwo Kuby. Siedem miesięcy później wystąpił na mistrzostwach świata w Bangkoku. Pierwszych dwóch rywali pokonał przed czasem, a w półfinale zwyciężył na punkty Niemca Sebastiana Köbera (26:18). W wyrównanej walce o złoty medal uległ minimalnie Aleksandrowi Powietkinowi (27:29).

### Boks zawodowy
W 2005 roku zbiegł z Kuby i osiadł w Berlinie. W lutym 2006 roku w wieku 35 lat stoczył swoją debiutancką zawodową walkę, nokautując Czecha Pavla Siskę (5-9-0). W swoim trzecim pojedynku doznał niespodziewanej porażki, ulegając przez decyzję większości Syryjczykowi Manuelowi Charrowi (6-0-0). 
Wygrawszy 6 następnych walk, otrzymał propozycję zmierzenia się z Francois Bothą (47-4-2) o tytuł World Boxing Foundation. Do pojedynku tego doszło 24 paździenikia 2009 roku w Dessau. Choć Carrion kontrolował walkę, po 12 bezbarwnych i toczących się w wolnym tempie rundach sędziowie orzekli kontrowersyjny remis 114:114, 115:115, 113:114 (jednak wskutek pomyłki konferansjera ringowego większość agencji prasowych błędnie poinformowała, że wygrał Botha przez decyzję większości).

### Osiągnięcia
Boks zawodowy:
- 2007: Międzynarodowe Mistrzostwo Niemiec w wadze ciężkiej

Boks amatorski:
- 2003: Mistrzostwa Świata − 2. miejsce w wadze superciężkiej
- 2001: Igrzyska Dobrej Woli − 3. miejsce w wadze superciężkiej
- 2001: Mistrzostwa Świata − 3. miejsce w wadze superciężkiej
- Mistrzostwa Kuby − 1. miejsce: 2001, 2003; 2. miejsce: 1995, 2000, 2004; 3. miejsce: 1996, 1999 w wadze superciężkiej
- Międzynarodowy Turniej im. Giraldo Cordovy Cardina − 1. miejsce: 2000, 2001, 2003 w wadze superciężkiej
- 1994: Mistrzostwa Świata Juniorów − 1. miejsce w wadze superciężkiej